# Resava (rivière)
Pour le village de Macédoine, voir Resava.
La Resava (en serbe en écriture cyrillique : Ресава) est une rivière de Serbie. Sa longueur est de 65 km. Elle est un affluent droit de la Velika Morava et donne son nom à la vallée qu'elle traverse.

## Géographie
La Resava appartient au bassin versant de la mer Noire ; son propre bassin couvre une superficie de 685 km2. La rivière n'est pas navigable.

## La rivière

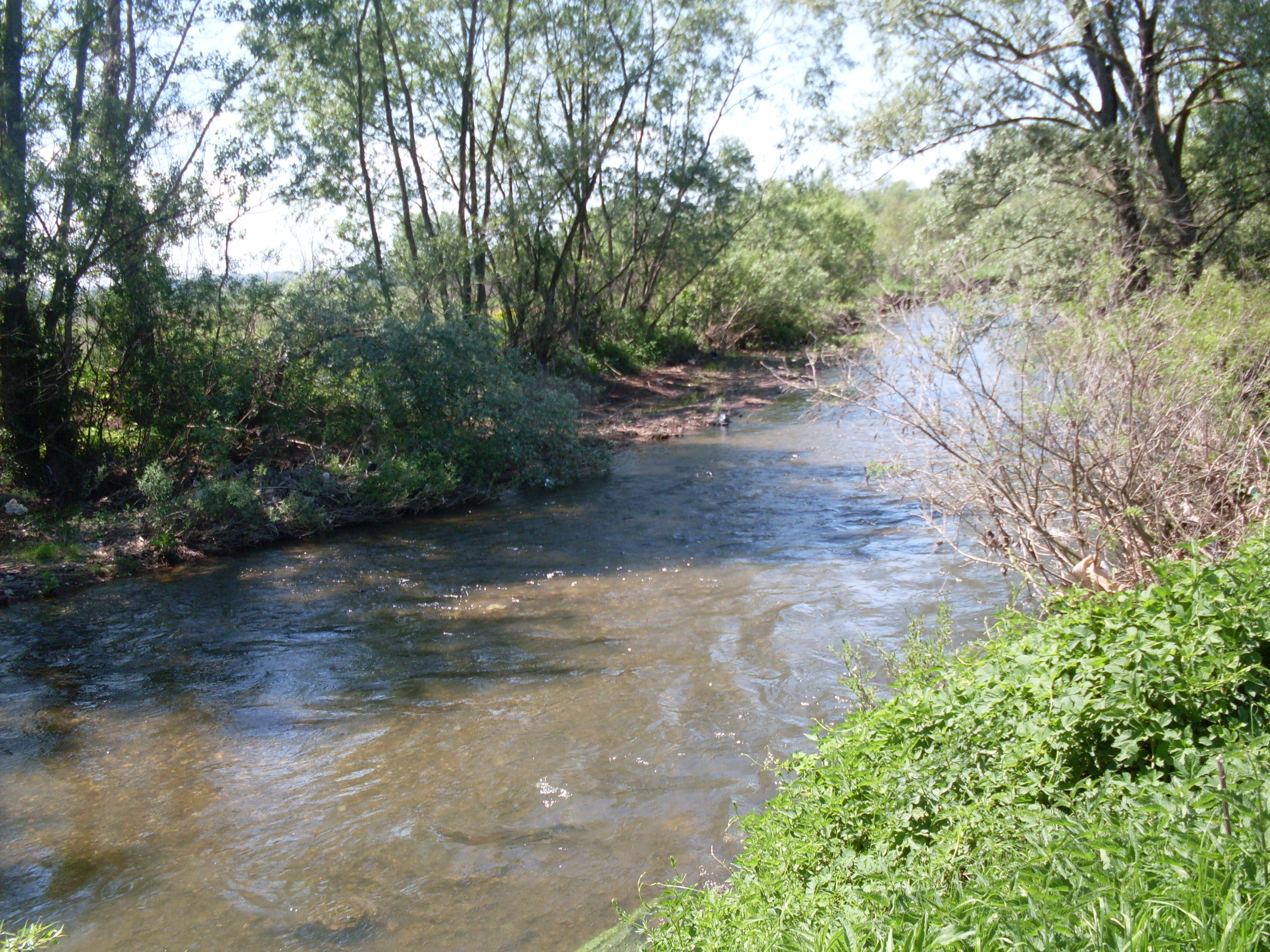
La Resava

La Resava prend sa source dans la région d'Homolje, à l'est de la Serbie. Elle coule d'abord en direction de l'ouest entre les monts Beljanica (au nord) et Kučaj (au sud). Dans son cours supérieur, la Resava coule en parallèle avec son affluent gauche, la Kločanica. Autour des villages de Strmosten, Vodna et Stenjevac, la région est connue pour ses grottes.
La Resava a creusé une gorge longue de 25 km et profonde de 400 m. La partie centrale de cette gorge est constituée par le canyon de Sklop. Dans cette partie, la rivière forme une chute d'eau haute de 25 m. 
La rivière entre ensuite dans la région de la Resava et reçoit sur sa droite son principal affluent, la Resavica, près du village de Dvorište.  Elle passe au monastère de Manasija, puis à Despotovac et oblique vers le nord-ouest en pénétrant dans la basse Resava, à la frontière de la région du Veliko Pomoravlje.
La Resava traverse ensuite le bassin minier de Rembas. Elle traverse les villages de Miliva, Plažane, Medveđa, Subotica, Sedlare, Bobovo, Lukovica et le centre régional de la basse Resava, la ville de Svilajnac. Elle se jette peu après dans la Velika Morava.

## La région

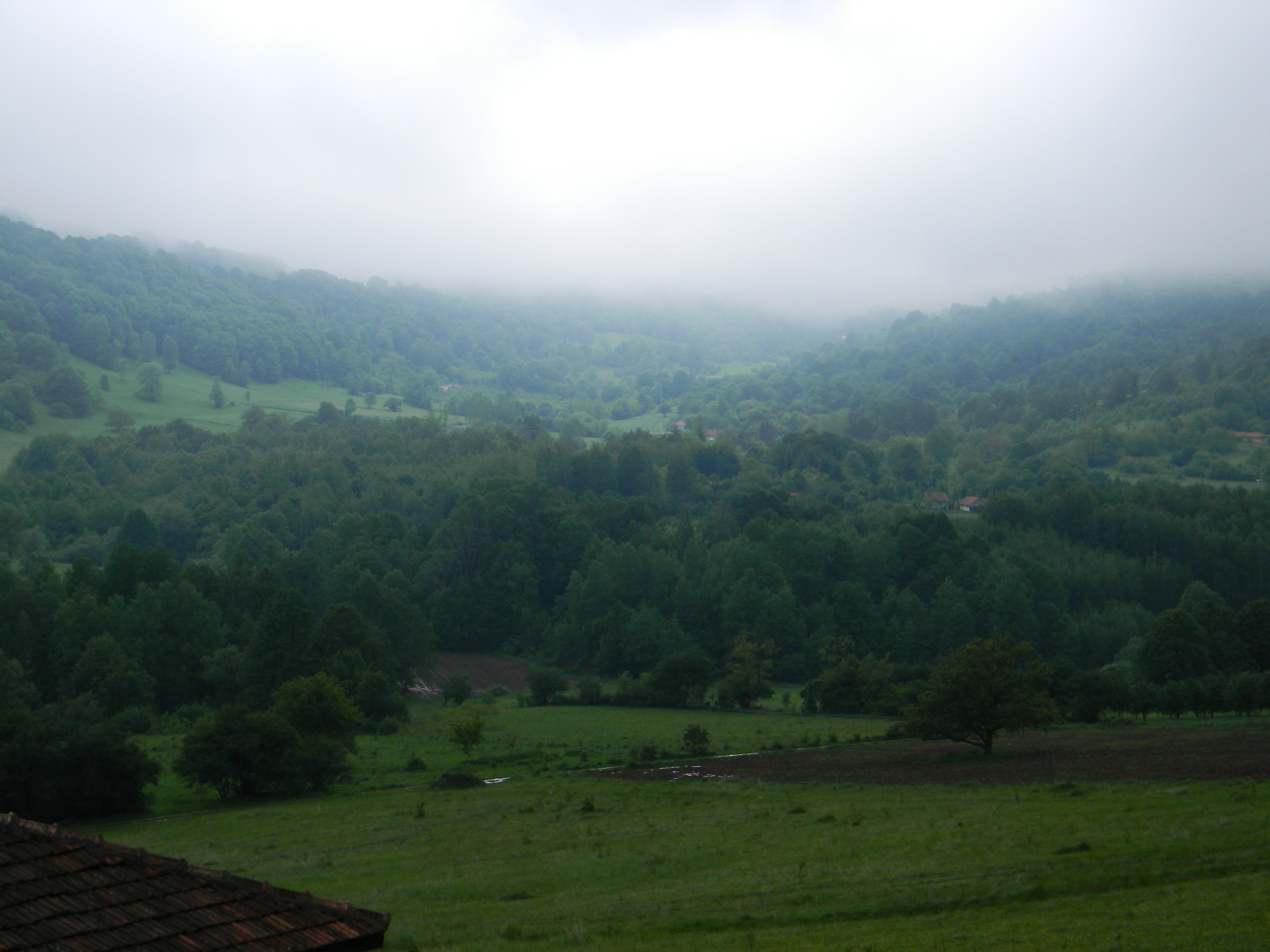
La région de la Resava

La région de la Resava est divisée en deux parties : la haute Resava, ou Resava orientale, et la basse Resava, ou Resava occidentale. 
La Rasava orientale est située sur les pentes méridionales et occidentales du mont Beljanica. Le secteur offre des paysages karstiques. Composé de calcaire, le terrain, souvent poreux, a permis la formation de nombreuses grottes. 
La Resava occidentale est une extension de la plaine pannonienne. Elle abrite de nombreuses mines de charbon. Mais, en dehors de cette activité minière, la région reste principalement agricole. Les petites villes de Resavica, Despotovac et Svilajnac y sont situées. 
Au début du XIXe siècle, la région de la Resava était encore occupée par les Ottomans. De 1803 à 1809, elle fut gouvernée par le voïvode Stevan Sinđelić, un des plus grands chefs du premier soulèvement serbe contre les Turcs.